# 京都府立総合資料館
京都府立総合資料館（きょうとふりつそうごうしりょうかん）は、京都府京都市左京区にあった、図書館・文書館・博物館の機能を兼ね備えた総合文化施設。京都府に関する図書、古文書、美術工芸資料などを収集・保管、研究、公開することを目的としていた。収蔵品には一般図書のほか、京都府発足以来の行政文書、国宝の「東寺百合文書」（とうじひゃくごうもんじょ）のような貴重な歴史資料も数多く含まれていた。
2016年9月に閉館し、現資料館の南方に新設された新館に移転した。新館は京都府立京都学・歴彩館と名付けられ、2016年12月に一部オープンし、2017年春に全面開館した。

## 概要
総合資料館は京都市街の北部に位置し、近隣には京都府立植物園、京都府立大学、京都コンサートホールなどの文化施設が多い。総合資料館の開館は1963年（昭和38年）で、京都府立図書館（京都市左京区岡崎成勝寺町）のその当時の蔵書21万冊のうち18万冊を引き継いでスタートした。このように、総合資料館自体の開館は比較的新しいが、その蔵書は1898年（明治31年）に発足した府立図書館のものを引き継いでいる。府立図書館の歴史をさらにさかのぼれば、その前身は三条東洞院（現在の京都市中京区、中京郵便局あたり）に1873年（明治6年）に設置された、府立の「集書院」であった。
総合資料館には、一般図書約32万冊のほか、京都府の行政資料、社寺や旧家伝来の古文書、美術工芸品、玩具、人形、民俗資料などの実物資料などが収蔵されている。このうち、実物資料については公益財団法人京都文化財団にその管理が委託されているが、総合資料館内の展示室でも折りにふれて展示公開されている。
館の建物は地上4階、地下1階建で、図書閲覧室、文書閲覧室のほか、学生用の学習室、古文書、実物資料などの展示会が行われる展示室などがあった。
建物が老朽化したため、現地の南方に「京都府立京都学・歴彩館」と名付けられた新館が新設され、そちらに発展的解消した。京都学・歴彩館は2016年12月に一部オープンし、2017年4月に全面開館した。

## コレクション
図書資料は、京都府に関するものを中心に収集され、蜷川虎三（元京都府知事、1897 - 1981）や、吉田光邦（元京都文化博物館長、京都大学名誉教授、1921 - 1991）などの旧蔵書がまとまって収蔵されている。このほかに、歌人・作家の吉井勇（1886 - 1960）の蔵書、遺品などからなる「吉井勇資料」、マルクス経済学者河上肇の著書や彼に関する資料、原稿、遺品などからなる「河上肇文庫」などのコレクションもある。
行政資料は、京都府発足以来の府庁文書のほか、旧郡役所、豊岡県、宮津県などからの引き継ぎ文書も保管されている。
古文書関係では、京都市南区にある空海ゆかりの寺院・東寺（教王護国寺）に伝来した国宝の「東寺百合文書」をはじめ、東寺の子院・観智院に伝来した「観智院伝来文書典籍類」、「革嶋家文書」が重要文化財に指定されている。
実物資料としては、日本画家で風俗史家でもあった吉川観方（1894 - 1979）が収集した衣服、玩具などの風俗資料、古典楽器の佐竹コレクション（和楽器師・佐竹藤三郎らの収集）、郷土玩具の朏（みかづき）コレクション（朏健之助収集）などが著名である。なお、これら実物資料の管理は、京都文化博物館を運営する公益財団法人京都文化財団が行っている。

## 文化財

### 国宝
東寺百合文書（24,067通）3,863巻、1,172冊、6帖、67幅、13,695通（附：貞享二年前田綱紀寄進文書箱94合）
東寺の宝蔵に伝来した膨大な文書群で、奈良時代（8世紀）から江戸時代末期に至る24,067通が国宝に指定されている。荘園関係文書をはじめとして、多岐にわたる文書が含まれ、経済史、仏教史のみならず、日本史研究全般にとって貴重な史料を多く含んでいる。掛軸・巻物等に改装されずに作成当初の形態を保ったまま保存されている文書が多いことも、史料としての価値を高めている。江戸時代の加賀藩主前田綱紀は、この文書の価値を認め、保存のための文書箱100合を1685年（貞享2年）に寄進している。「合」は蓋と身からなる容器を数える際の単位で、「百合文書」の名はここに由来する。同館は廃止されたため、現在は京都府立京都学・歴彩館に所蔵。

### 重要文化財
東寺観智院伝来文書典籍類 29巻、6冊、2帖、22通
東寺の子院・観智院に伝来したもので、「東寺百合文書」と混在していたが、総合資料館による調査の結果、分離されたものである。
革嶋家文書（2,459通）24巻、217冊、1帖、2,121通、23鋪、8枚 
京都市西京区川島地域の旧家・革嶋家（清和源氏義光流佐竹氏族の武家の子孫）に伝来した文書類で、2,459通が重要文化財に指定されている。鎌倉時代から大正時代に至る800年に亘って作成された家文書がまとまって伝存する点で貴重である。同館は廃止されたため、現在は京都府立京都学・歴彩館に所蔵
京都府行政文書 15,407点
府庁文書12,641点、府庁史料2,110点、郡役所文書249点、豊岡県第十四・十五大区区務所文書18点、宮津藩政記録389点が重要文化財に指定されている。時代的には、1867年（慶応3年）の京都町奉行所廃止から、1947年（昭和22年）の地方自治法施行までのものが文化財指定対象となっている。豊岡県第14・15大区区務所文書と宮津藩政記録とは、それぞれ豊岡県、宮津県（いずれも明治時代初期に廃止）の旧蔵文書である。同館は廃止されたため、現在は京都府立京都学・歴彩館に所蔵。
紙本淡彩柳下童子図 池大雅筆
京都文化博物館管理。八曲屏風一隻。

## 出版物
- 京都府資料目録 - 京都府立総合資料館編集・刊行、1984年（昭和59年）。1984年以降の収蔵品については、随時「追録」が刊行されている。
- 京都府関係雑誌論文目録 - 京都府立総合資料館編集・刊行、1971年（昭和46年）。

以上のほか、京都府史に関する図書、特別展図録などを刊行している。

## 所在地・利用情報
- 住所:京都府京都市左京区下鴨半木町1-4 北山通に面す
- 交通:京都市営地下鉄烏丸線北山駅下車、すぐ。
- 開館時間:午前9時00分～午後4時30分
- 休館日:毎月第2水曜、祝日（日曜と重なる場合は翌日）、年末年始、資料整理期間

## 周辺情報
- 京都府立大学
- 京都府立陶板名画の庭
- 京都コンサートホール